# Batalha das Ardenas (1914)
A Batalha das Ardenas foi uma das primeiras batalhas da Primeira Guerra Mundial e ocorreu entre 21 e 23 de agosto de 1914, como parte da Batalha das Fronteiras.

## Antecedentes
O comandante-em-chefe francês, Joseph Joffre, ordenou um ataque através da floresta das Ardenas para apoiar o exército francês na invasão de Lorena. As forças alemãs rapidamente atacaram seus inimigos com artilharia, provando sua superioridade em solo florestal, como o encontrado nas Ardenas.
Entretanto, em 20 de agosto, estava-se tornando claro que - primeiro para o general Charles Lanrenzac do Quinto Exercito  e, em seguida, para o comandante-em-chefe Joseph Joffre - que uma forte presença alemã estava assumindo forma naquela área. No mesmo dia a Alemanha lançou um ataque ao avanço francês em direcção a Lorena. Mesmo assim, Joffre ordenou uma invasão nas Ardenas no dia 20 de Agosto, para o dia seguinte.

## A Batalha
Dois setores do exército se juntaram à batalha tanto do lado francês como no alemão. O 3.° Exército do general Pierre Ruffey, e o 4.° de Fernand de Langle de Cary, lutaram contra o 4.° e o 5.° Exército alemães: um liderado pelo Duque de Albrecht, o outro pelo Príncipe Wilhellm. Os dois exércitos formavam o centro do avanço sobre a França, do Plano Schlieffen.
No entanto, o 5.° Exército francês havia sido mobilizado para a zona norte de Charleroi, depois de informações sobre uma concentração de tropas alemãs na Bélgica.
As forças alemãs haviam começado a avançar pela floresta em 19 de agosto, construindo posições defensivas, à medida que avançavam. O príncipe Wilhellm havia se posicionado em Briey, com o duque Albrecht, em direção a Neufchâteau.
O objetivo das forças francesas era claro: atacar a zona central do inimigo, à medida que esta atravessasse a floresta.
Com a previsão de formação de nevoeiro, ambas as forças literalmente esbarraram uma na outra na floresta no dia 20 de agosto; num denso nevoeiro, as operações de reconhecimento de pouco serviam. Nesta fase, os franceses pensaram que a presença alemã era de pequena dimensão; na verdade, os alemães estavam em superioridade numérica. O primeiro dia da batalha, 21 de agosto, foi marcado por lutas pontuais e aleatórias. A batalha mais alargada começou no dia seguinte.
O posicionamento táctico avançado dos alemães mais do que compensou o sucesso ocasional francês, embora as baixas tenham sido elevadas em ambos os exércitos. As tropas francesas, vestidas com uniformes regulares, eram visíveis por entre as árvores, não tendo sido considerado um uniforme camuflado.
Os franceses, agindo com "espírito ofensivo", atacaram as posições alemãs mas foram derrotados pelo fogo de metralhadora, combinado por fogo de artilharia.